# The Ecleftic: 2 Sides II a Book
The Ecleftic: 2 Sides II a Book è il secondo album in studio del rapper haitiano Wyclef Jean, pubblicato nel 2000.

## Tracce
1. Columbia Records – 1:54
2. Where Fugees At? – 3:48
3. Kenny Rogers - Pharoahe Monch Dub Plate – 3:04
4. Thug Angels (featuring Small World) – 6:35
5. It Doesn't Matter (featuring The Rock & Melky Sedeck) – 3:57
6. 911 (featuring Mary J. Blige) – 4:19
7. Pullin' Me In – 4:38
8. Da Cypha (featuring Marie Antoinette, Supreme C & Hope) – 4:26
9. Runaway (featuring Earth, Wind & Fire & The Product G&B) – 4:56
10. Red Light District – 0:40
11. Perfect Gentleman (featuring Hope Harris) – 4:09
12. Low Income (featuring Beast & 718-Crew) – 4:20
13. Whitney Houston Dub Plate – 1:42
14. However You Want It – 3:03
15. Hollyhood to Hollywood (featuring Small World) – 4:45
16. Diallo (featuring Youssou N'Dour & MB²) – 7:22
17. Something About Mary – 5:20
18. Bus Search – 0:47
19. Wish You Were Here – 4:06